# Teuchatz

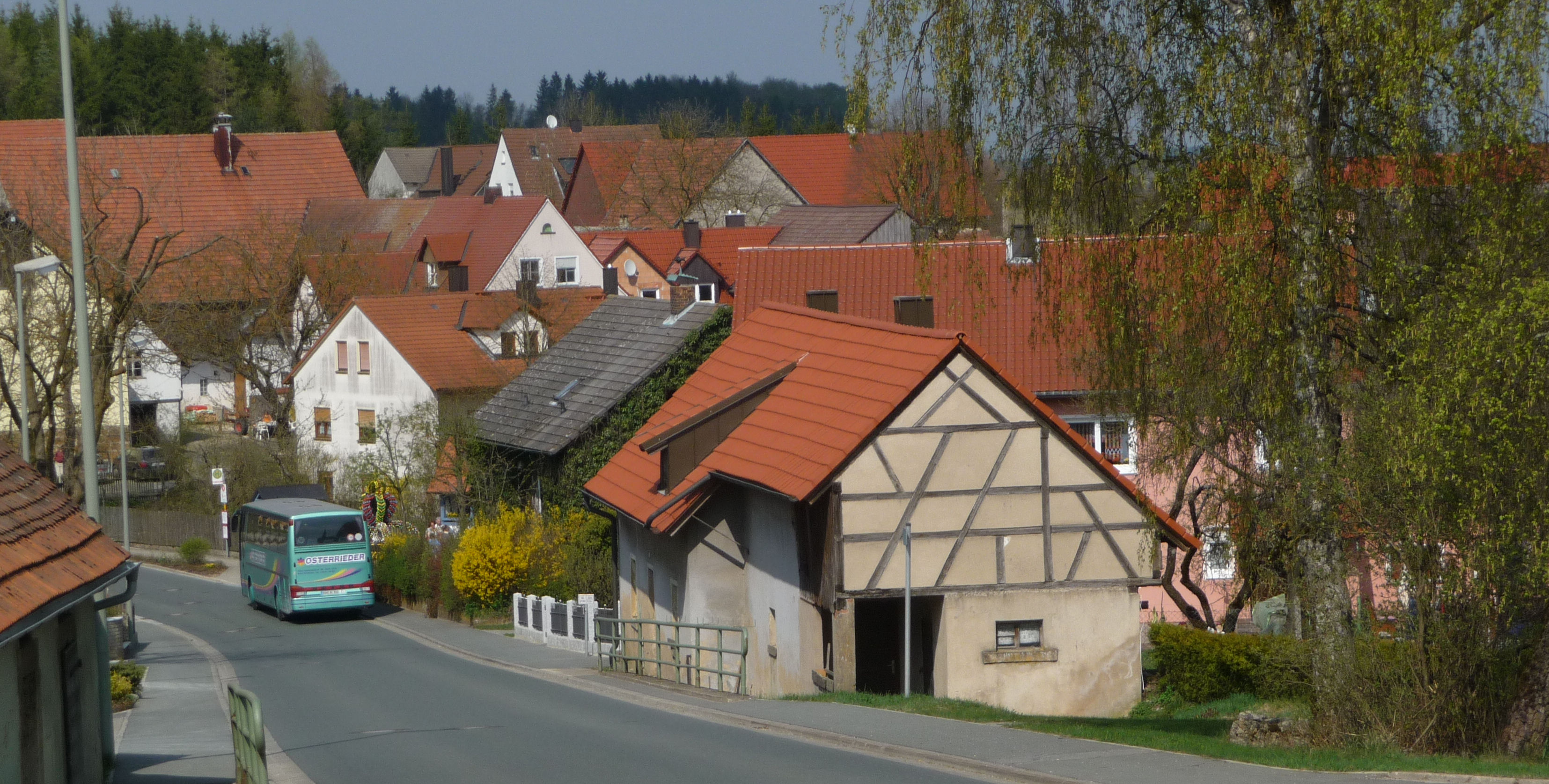
Teuchatz

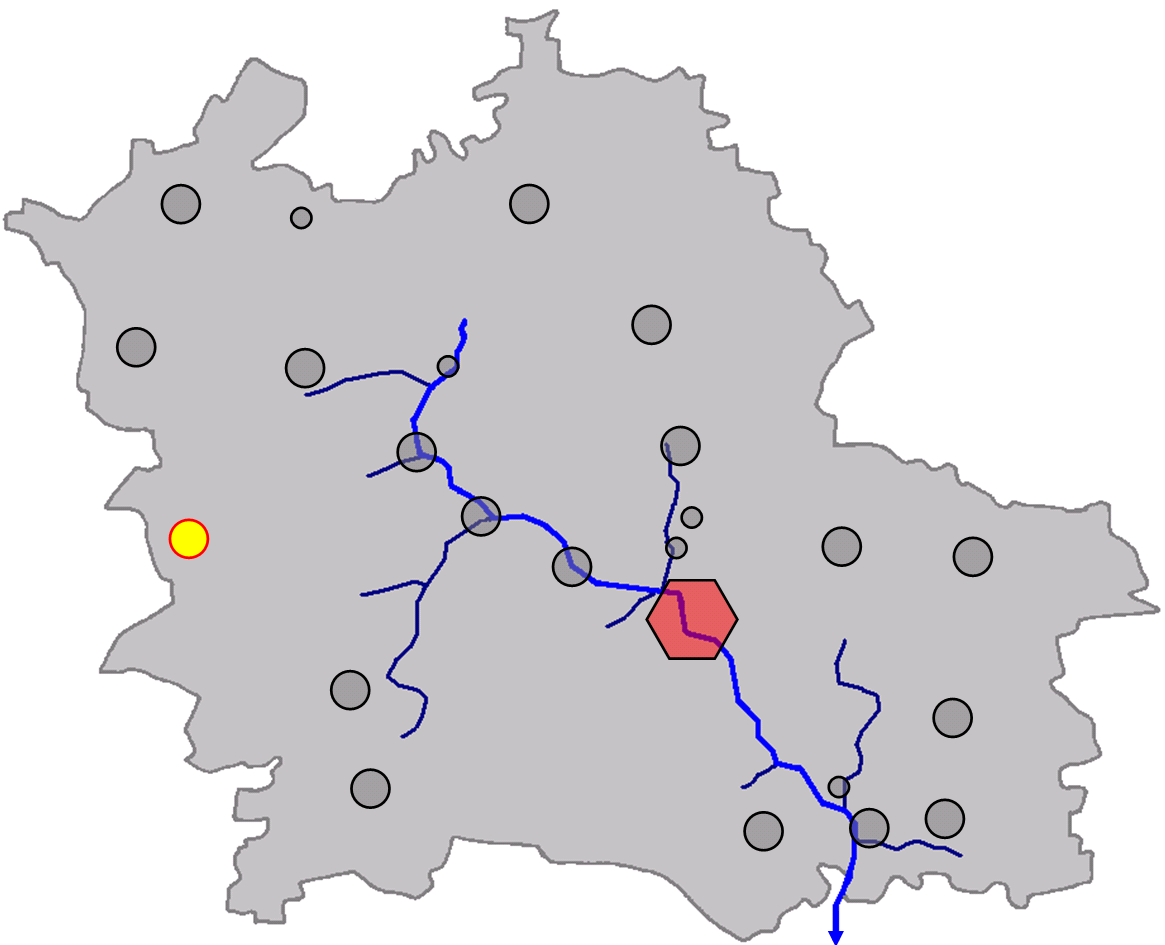
Lage im Markt Heiligenstadt in Oberfranken

Teuchatz ist ein Gemeindeteil des Marktes Heiligenstadt i.OFr. im oberfränkischen Landkreis Bamberg in Bayern. Teuchatz hat 221 Einwohner.

## Geographie

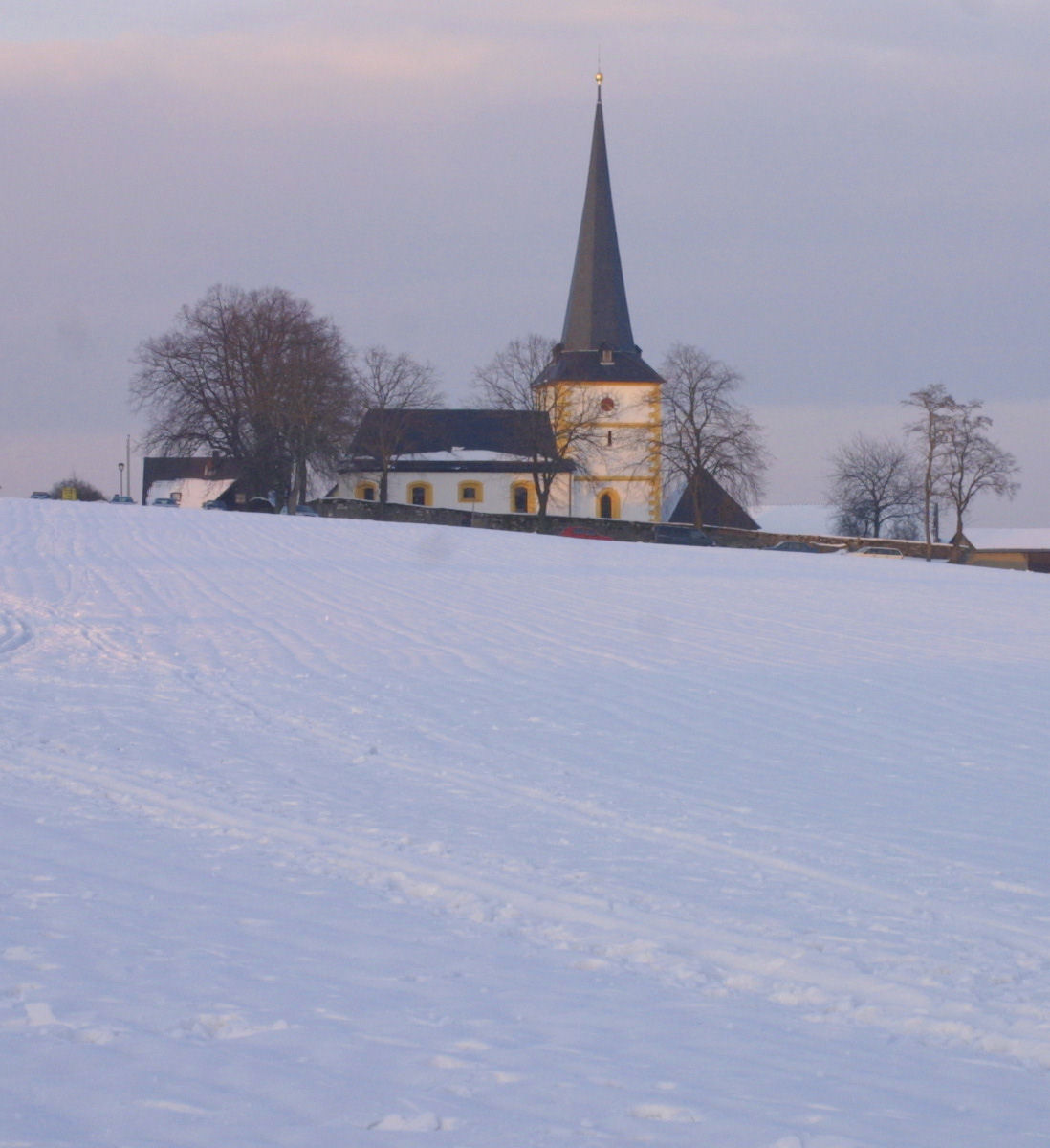
St. Jakobus-Kirche im Winter

Das Kirchdorf liegt in der Fränkischen Schweiz auf 545 m ü. NHN und ist eine der am höchsten gelegenen Ortschaften im Landkreis Bamberg. Die Ortschaft liegt in einer kleinen Senke am Rande des westlichen Höhenzugs der Fränkischen Alb. Am Ortsrand steigt das Gelände mit dem Veitsknock auf 565 Meter. Zwischen den beiden Ortschaften Teuchatz und Tiefenpölz erhebt sich auf gleicher Höhe wie Teuchatz der Seigelstein.
Das Dorf ist geprägt von der in der Fränkischen Schweiz vorherrschenden Landwirtschaft. Auch in Teuchatz veränderten sich das Dorfbild und die Bevölkerung durch den Wandel der Gesellschaft und, dass heute ein Landwirt viel mehr Menschen versorgen kann als vor 100 Jahren. So gab es in den 1960er-Jahren nur wenige Bewohner bzw. Familien im Dorf, die ihren Unterhalt nicht in der Landwirtschaft verdienten. Im Jahre 2005 waren es nur noch wenige, die Landwirtschaft als Haupterwerb betrieben. Viele der Bauern bewirtschaften ihren Betrieb nur noch im Nebenerwerb und gehen einer anderen Tätigkeit nach.
Benachbarte Orte sind Tiefenpölz, Lindach, Zeegendorf, Tiefenhöchstadt, Oberngrub, Burggrub und Oberleinleiter. Städte in der Nähe sind Bamberg, Forchheim, Ebermannstadt, Hollfeld und Scheßlitz.
In der Nähe des Ortes befindet sich ein Hauptdreiecksnetzpunkt der bayerischen Landesvermessung. Auf einer Karte von 1831 ist der Punkt als „Teichitz“ bezeichnet.

## Geschichte
- Die erste urkundliche Erwähnung war 1288 als „Tuchenze“.
- Die meisten Teuchatzer Familiennamen gibt es schon seit dem Jahr 1326.
- Die erste urkundliche Erwähnung der Kirche St. Jakobus war 1430.
- Das erste Schulhaus wurde im Jahr 1704 gebaut.
- 1830 tobte ein heftiger Sturm, der den Vermessungsturm der bayerischen Landesvermessung umwarf.[3]
- Die erste Motorspritze der Freiwilligen Feuerwehr stammt aus dem Jahr 1943.
- 1956/57 erfolgte der Schulhausneubau, das Gebäude diente gleichzeitig als landwirtschaftliche Berufsschule.
- 1965 wurde das Feuerwehrhaus gebaut.
- 1968 entstand die erste Sportanlage.
- 1969 wurde die „Hohe Marter“, ein Kreuz beim Sportplatz, errichtet (erneuert 1994). Dort erfror eine Frau im Schneesturm.
- 1994 erfolgte die Weihe des Jakobus-Marterls (frühere Mariengrotte) an der Abzweigung zum Sportplatz.
- 1994 wurde das Voitsche Marterl (irisches Kreuz) im Geisberg errichtet. Dort verunglückte im Jahr 1688 Pfarrer Voit im Schneesturm, konnte aber gerettet werden. Jährlich findet eine Wallfahrt zum Kreuz statt.

Am 1. Mai 1978 wurde die Gemeinde Teuchatz im Zuge der Gebietsreform in Bayern in den Markt Heiligenstadt in Oberfranken eingegliedert.

## Denkmäler

### Kirche
Nach dem  Juraaufstieg von Zeegendorf am Teuchatzer Berg steht am Ortseingang die römisch-katholische St.-Jakobus-Kirche. Mit fast einen Meter dicken Kirchhofmauern erweckt sie einen befestigten Eindruck. Der wuchtige Chorturm hat Schlitzscharten und einen Turmhelm aus dem 15. Jahrhundert. Das Langhaus wurde 1651 nach dem Dreißigjährigen Krieg neu gebaut.
Eine Kapelle existierte schon, als Bischof Friedrich III. von Aufseß im Jahr 1430 Mistendorf zur Pfarrei ernannte. Es wird berichtet, dass „am 13. Juli 1430 Bischof Friedrich auf Bitten der Einwohner der Dörfer Mistendorf, Teugitz (Teuchatz), Zegendorf (Zeegendorf), Oberngrub, Drusenhofstatt, Neuses und Niedermistendorf die zwei Kapellen, die zu Unserer lieben Frau in Mistendorf und die des St. Jacobi zu Teugitz (Teuchatz) sammt dem Volke der sieben Dörfer von der Pfarr zu Buttenheim getrennt mit Zustimmung des Bischofs Johann von Würzburg als des Lehnsherrn und des Pfarrverwesers Ullerich Aberhern zu Buttenheim und die Kapelle zu Mistendorf zu einer neuen Pfarrkirche der sieben Dörfer wegen des fernen Weges von Buttenheim errichtet. Die Verleihung der neuen Pfarrkirche behält sich der Bischof vor“. Die Gründungsurkunde liegt im Erzbischöflichen Ordinariatsarchiv in Bamberg.
In kriegerischen Zeiten, wie beim meranischen Erbstreit und bei den Hussiteneinfällen, wurde die Wehrkirche als Zufluchtsstätte ausgebaut. Die drei Kirchtürme von Herzogenreuth, Hohenpölz und Teuchatz bildeten ein Festungsdreieck und man konnte sich mit Blinkzeichen verständigen. Aus dieser Zeit stammt ein silberner Messkelch, ein Geschenk des Lehenherren Schaumburg. Um 1630 stellte Tiefenhöchstadt den „Gottespfleger“.

#### Inneneinrichtung der Kirche
Die erste Beschreibung der Inneneinrichtung stammt aus den Jahren 1682/83 mit einem Katharinenaltar, der 1694 von Elias Schmidt aus Bamberg bei einer Innenrenovierung für 36 fl. neu bemalt wurde.
1734 wurde der heutige Hochaltar angeschafft. H. Meyer schrieb 1734:
„100 fl seynd dem meister Schreiner Walter in Bamberg geben worden vor einen neuen Choraltar“.
Das Gemälde in der Mitte zeigt den Schutzheiligen Jakobus, seitlich davon stehen die Apostel Simon Petrus und Johannes mit Kelch. Das frühere Altarbild mit der Heiligen Katharina wurde in den Nebenaltar eingefügt, wofür Meister Walter einen „Dom“ fertigte.
Die beiden Seitenaltäre entwarf 1874 der Bamberger Zeichenprofessor Jakob Friedrich Schmitt († 1905). Der linke Altar zeigt die Gottesmutter Maria mit Christus, der rechte ist dem Heiligen Wendelin geweiht. Über den Altären ist eine Kreuzigungsgruppe zu sehen und am Chorbogen rechts hängt die Statue des Heiligen Sebastian.
Das Kirchenschiff sind Kreuzwegstationen paarweise angebracht. Diese wurden 1753 der Kirche in Mistendorf gestiftet und am 24. Februar 1754 geweiht (Unterlagen Pfarrei Mistendorf). Warum sie 1785 nach Teuchatz kamen, ist nicht bekannt.
Eine Statue des Apostels Jakobus mit der Pilgermuschel auf einem Sockel über dem Eingangsportal wurde von der Teuchatzerin Barbara Lunz geschnitzt und gefasst (bemalt) und wird in Wehrkirchen und Kirchenburgen in Oberfranken von Edmund Zöller und Dieter Dietrich als besonders schöne Statue erwähnt. An der Rückseite der Kirche über dem Karner (Beinhaus) befindet sich eine kleine Herz-Jesu-Statue (ebenfalls von B. Lunz gefertigt). 1763/1764 wurde erstmals eine Orgel erwähnt:
„5 fl seind dem Orgelmacher zu dem neuen Orgelwerklein, welches die Guttäter machen lassen, bezahlt worden.“
Die Orgel hielt nicht lange, denn 1844 schrieb der Pfarrer an das Landgericht, dass seit mehr als 30 Jahren keine Orgel mehr vorhanden sei. Man möge doch dem vorgelegten Vertrag mit dem Orgelmacher Berger aus Bamberg zustimmen. 1846 konnte die neue Orgel mit sieben Registern für 260 fl. angeschafft werden.
Eine Glocke mit der Jahreszahl 1634 überstand den Dreißigjährigen Krieg, bereits 1667 zeigte eine Kirchturmuhr die Zeit an.

#### Weitere Baugeschichte
1814 hatte das Kirchlein große Bauschäden. Am 24. Februar schrieb das Generalkommissariat des Obermainkreises an das Landgericht Bamberg sinngemäß:
„Die Filialkirche zu Teuchatz ist im Jahre 1809 zum Teile eingestürzt. Die Inspektion ergab, dass die Kirche auf keine Weise mehr dauerhaft hergestellt werden kann. Es wurde der Antrag gemacht (von Tiefenpölz), die Kirche ganz niederzureißen und neu aufzubauen. Der Kostenaufwand wird auf 1320 fl. geschätzt. Es ist zu erörtern, ob die Kirche nicht ganz entbehrlich sei.“
Die Finanzierung war schwierig. Die Einheimischen wollten keinesfalls auf ihre Kirche verzichten. So antwortete Pfarrer Adam Söhnlein aus Tiefenpölz, dass die Kirche unentbehrlich sei, sie werde von 460 Gläubigen seiner Pfarrei genutzt. Der Weg von Kalteneggolsfeld und Oberngrub zur Mutterkirche nach Tiefenpölz sei schon im Sommer beschwerlich, im Winter aber fast ganz unbegehbar. Die Regierung genehmigte letztlich die Wiederherrichtung.
Am 20. Januar 1863 schlug der Blitz in den Turm, zerstörte die Decke im Chor an vielen Stellen und zerschmetterte das westliche Chorfenster.
1870 wurde das verfaulte Balkenwerk des Kirchturms erneuert. Enttäuscht war man darüber, dass der Turmknopf keinerlei Zeugnis aus der Geschichte des Dorfes bzw. der Kirche enthielt. Beim Neubau wurde eine Chronologische Überlieferung für die künftigen Bewohner der Gemeinde Teuchatz eingebracht, die folgenden Wortlaut hat:

„Teuchatz, den 16. August 1870

Nach Vollendung der Reparaturarbeiten am Kirchturmhelme, dessen größtenteils verfaultes Balkenwerk gründlich ergänzt und theilweise wieder verwendet wurde, konnte heute nach Verlauf von 3 Monaten seit Abbrechung des Kirchthurms der Knopf desselben wieder aufgesetzt werden. Die Mittel waren nicht ausreichend, um den Knopf vergolden zu lassen, da die Zimmermanns- und Schieferdeckerarbeiten etwa 1000 fl. Kosten verursachten, welche (bis auf 150 fl. die von der königlichen Regierung von Oberfranken auf Ansuchen beigetragen wurden zur Kirchthurmreparatur) von der Stiftung, die gegenwärtig 7837 fl. 10 Kr (Kreuzer) Kapitalien besitzt, bezahlt wurden und nur die verfügbaren Mittel verwendet werden durften, die Filialgemeinden Teuchatz und Kalteneggolsfeld und Oberngrub aber zur Kostenbestreitung dieser Reparatur des Kirchthurms nichts bezahlte.
 Gleichzeitig mit der Thurmreparatur sollte auch das Innere der Kirche renoviert werden, zu welchem Zwecke die königliche Kreisregierung von Oberfranken 200 fl. Unterstützung aus der Filialkirchenstiftung Burk hieher wendete, die aber lange nicht ausreichend waren, weshalb die Renovation noch längere Zeit hinausgeschoben aber doch bald in Angriff genommen werden wird.
Der Kirchthurm dahier war vor dem mit 4 Thürmchen an den Seiten versehen, welches ihm aber ein plumpes Ansehen gaben und deshalb wegblieben. An ihre Stelle kamen 4 Fenster. Zimmermeister Christian Herrmann von Buttenheim hat die Zimmerarbeiten, Schieferdeckermeister Philipp Schrüfer von Bamberg die Schieferdeckerarbeiten an dem hiesigen Thurm übernommen und zur Zufriedenheit ausgeführt. Schieferdeckergeselle Friedrich Köhsel aus Plankenstein hat sich bei diesen Arbeiten besonders tüchtig bewiesen und lobend hervorgethan durch Abmachen des Thurmknopfes und Aufsetzen desselben und durch Ausführung der schwierigsten und gefährlichsten Arbeiten überhaupt.
 Bei dem Wiederaufrichten des Thurmgebälks fiel Zimmergeselle Johann Thumpert aus Buttenheim, der mutwilligerweise an der Außenseite des Gebälks herabsteigen wollte, vom 2. Stock desselben herab und blieb todt.
 Gleichzeitig mit dem Thurm hier wurde auch die hiesige Flurkapelle renoviert. Bürgermeister Dr. Schneider zu Bamberg bezahlte die Kosten hierfür, da die Kapelle wegen ihrer Fernsicht eine Zierde der Stadt Bamberg ist. Auch wurde in diesem Jahre das Gemeindehaus dahier, dessen Erbauung viel Hader in der Gemeinde verursachte, vollendet.
 Als weitere Nebenumstände dürften der Erwähnung wert sein, dass im Jahre 1866 in dem hiesigen Thurmknopfe ein Bienenschwarm seinen Aufwenthalt einen Sommer lang genommen hatte, darin aber zugrunde ging, wie die im Knopfe bei Einlegung des Thurmes noch vorhandenen Überreste bewiesen haben.
 Im Jahre 1863 am 20. Januar schlug der Blitz in den hiesigen Thurm, durchbohrte die Decke im Chor an vielen Stellen und zerschmetterte das westliche Chorfenster gänzlich. Dieser Fall ereignete sich gleichzeitig an den Kirchthürmen in Mistendorf, Geisfeld, Amlingstadt und vielen anderen Orten. Indes ist dies hier ein noch nicht vorgekommener Fall, nach Aussagen der ältesten Ortsbewohner.
Das Jahr 1870, durch den Deutsch-Französischen Krieg berühmt, wird die künftigen Generationen Geschichte lehren.
 Der Wunsch, über die Urgeschichte der hiesigen Gemeinde auch nur einiges zu erfahren, durch eine im Thurmknopfe verwahrte Beurkundung, welche sich aber nicht vorfand, hat den Unterzeichneten zur Verfassung dieses Schriftstücks veranlasst. Bis es gelesen wird, wird denen, welche es heute lesen und in den Thurmknopf verwahren sahen, wohl kein Zahn mehr wehtun.
 Johann Dormisch, Schullehrer und Kirchendiener, auch Cantor und Organist an der röm. kath. Filialkirche und Schulstelle zu Teuchatz.“

Im Jahr 1990 wurde dieser Bericht geborgen und kopiert. Weitere Zeitberichte von der Reparatur 1933 unter Pfarrer Bierfelder wurden gefunden.

#### Karner
- Da um 1630 alle Leute auf dem so genannten Gebirg in Teuchatz beerdigt wurden, mussten ältere Grabstätten aus Platzgründen neu belegt werden. Die Schädel und Gebeine wurden im Karner  aufbewahrt. Dieses Beinhaus auf der Rückseite der Kirche am Chorturm zählt zu den letzten Karnern in Deutschland.[5]

### Friedhof
- Der ummauerte Friedhof, der die Kirche umgibt, besteht seit Beginn des 15. Jahrhunderts. Die Kirchhofmauer aus unregelmäßigen Steinen ist mit der Kirche unter Nummer D-4-71-142-48 in die amtliche Denkmalliste eingetragen.

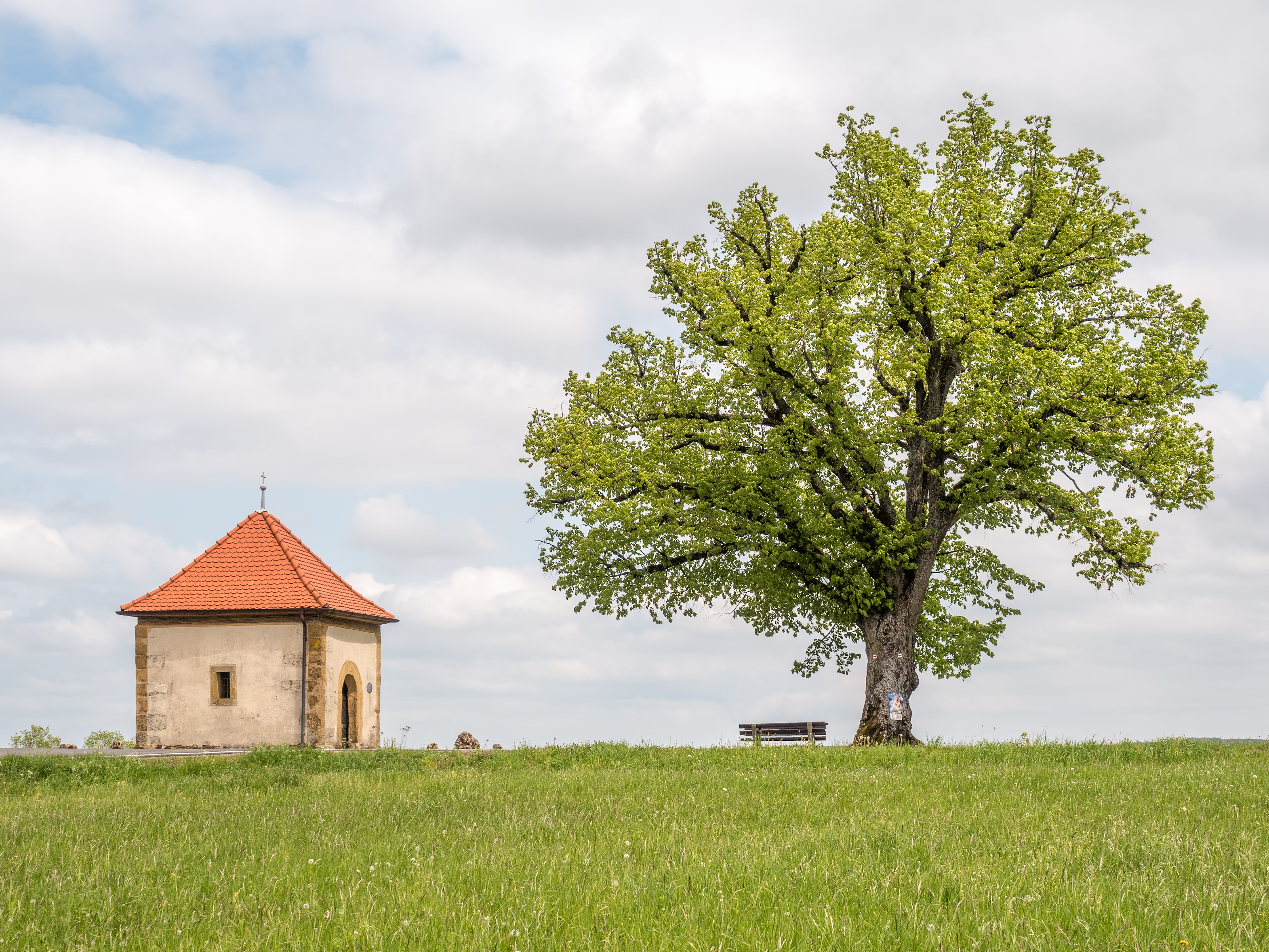
Feldkapelle

### Feldkapelle am Ortsausgang
Außerhalb des Orts in Richtung Süden befindet sich an der Straßenkreuzung zwischen Buttenheim und Bamberg eine Feldkapelle, erbaut  1734 zum „Absingen“ für die Toten, die aus den umliegenden Dörfern (Oberngrub, Tiefenhöchstadt, Kalteneggolsfeld, Hochstall und Kälberberg) auf dem Teuchatzer Friedhof begraben wurden und zuletzt im Jahr 2001 restauriert. Sie ist ebenfalls in der Denkmalliste unter Nummer D-4-71-142-50 eingetragen.

### Backhaus
Das Backhaus in der Ortsmitte aus Sandsteinquadern mit Giebeldach aus dem 19. Jahrhundert ist unter Nummer D-4-71-142-66 in die Denkmalliste eingetragen.

### Sonstiges
- Das Marterl am Teuchatzer Berg erinnert an einen Mädchenmord im Jahr 1874.
- Ein Marterl mit dem Heiligen Jakobus (gefertigt von Barbara Lunz) steht an der Abzweigung zum Sportplatz.
- Versteinerungen (Fossilien) wie Brachiopoden, Seeigel, Ammoniten können auf den Äckern gefunden werden.
- Es gibt verschiedene Orchideenarten (Waldvöglein, Knabenkraut) sowie Akelei, Frauenschuh, Ehrenpreis.
- An Waldtieren gibt es Rehe, Hasen, Mufflons und Füchse,
- Es gab Steinzeitfunde aus der Jungsteinzeit 2000 bis 1500 v. Chr.
- In Teuchatz gab es zwei Gasthäuser.

## Bevölkerung
Die Bevölkerung ist überwiegend katholisch. Im Ort befindet sich die St.-Jakobus-Kirche als Filialkirche der Pfarrei Tiefenpölz.

## Leben im Dorf

### Vereine
Im Dorf Teuchatz gibt es ein ausgeprägtes Vereinsleben. Neben dem Sportverein DJK Teuchatz, dessen Mädchenmannschaft sowie die A-Jugend U19 in der Saison 2007 Meister in ihrer Klasse wurden, trägt vor allem die Freiwillige Feuerwehr Teuchatz dazu bei. Auch der Soldaten- und Kameradschaftsverein Teuchatz Oberngrub und Kalteneggolsfeld gestaltet das Dorfleben durch verschiedene Aktivitäten mit. Weiteren Initiativen sind das Rüsselfest, das Kurvenfest, das Gaßfest und das Backofenfest. Das Johannisfeuer findet jedes Jahr zur Sommersonnenwende um den 24. Juni statt.

### Haus-Backen
Auch Hausbacken wird inzwischen, nachdem es in den 1980er-Jahren aus der Mode gekommen war, wieder betrieben.

### Osterbrunnen

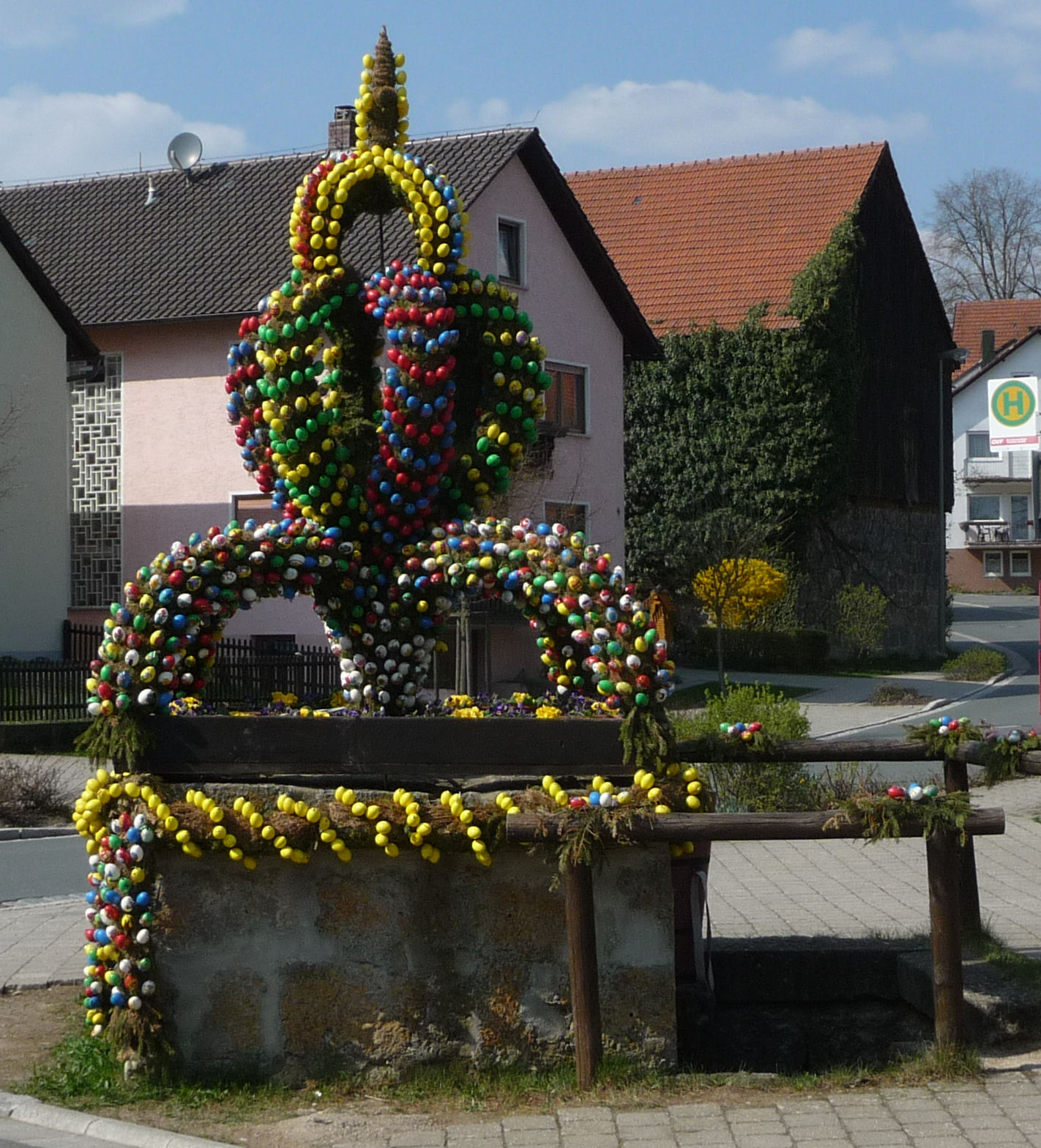
Osterbrunnen

Das Herausputzen des Osterbrunnens ist Ausdruck der Dankbarkeit für das lebensnotwendige Wasser in der karstigen Gegend auf dem Jura. Eigentlich ist der Dorfbrunnen gar kein Brunnen, denn die zugehauenen Feldsteine verbergen eine Brunnenstube, in der das Sickerwasser gesammelt wird. Das Brunnenhaus wird also nicht von einer Quelle gespeist. Es war die einzige Wasserquelle für ca. 210 Teuchatzer bis zum Jahr 1954. Damals schöpfte man das Wasser in eine Butte (Wasserfass aus Holz oder Blech mit zwei Traggurten), in der es mühsam nach Hause getragen wurde. Allerdings konnten in den Trockenzeiten nur die ersten Wasserträgerinnen ihre Behälter füllen. Die frühere Dorfwirtin verlängerte die Sperrstunden, um in der Nacht einen vollen Kübel zu erwischen.
Nach starken Regenfällen war das Wasser ungenießbar und verfärbte sich oft braun. Auch im Winter bei Frost oder rascher Schneeschmelze war die Wasserversorgung unsicher. Diesem Wasser sprach man sogar eine gewisse Heilkraft zu. So wird berichtet, dass eine Teuchatzerin sich das Brunnenwasser ins Bamberger Krankenhaus bringen ließ, weil sie überzeugt war, dadurch schneller zu genesen.
Problematisch wurde es, wenn z. B. bei Hausschlachtungen größere Wassermengen benötigt wurden. Dann wurden Kühe eingespannt und mit gereinigten Güllefässern holte man Wasser im nächsten Ort (Burggrub). Notfalls musste man zur Zeegenbachquelle unterhalb des Teuchatzer Berges laufen. Im Gries schöpfte man das Wasser mit Konservenbüchsen in die Behälter. 1954 wurde das Wasserproblem durch den Bau einer Wasserleitung gelöst.
Viele Legenden berichten über die Tradition der Osterbrunnen. Offensichtlich geht der Brauch bis ins Mittelalter und noch weiter zurück. Danach haben auf der Hochfläche des Jura im Frühling Jungfrauen nach der Schneeschmelze unter Gesang und Tanz die Brunnen gereinigt. Zum Zeichen, dass der Brunnen gereinigt war, bekränzten sie ihn mit frischem Grün. 1975 erinnerte man sich in Teuchatz der alten Tradition. Seit dieser Zeit bemalen die Teuchatzer Frauen in der vorösterlichen Zeit Eier und befestigen sie am Brunnen.

## Tourismus
Die Ortschaft ist bekannt durch die Möglichkeit zum Ski-Langlauf im Winter. Aufgrund der Höhenlage liegt der Schnee meist etwas länger als in Bamberg, Forchheim oder Erlangen. Von dort kommen die meisten der Wintersportler. Einer auf die 1980er-Jahre zurückgehenden Initiative war es zu verdanken, dass Loipen bei guter Schneelage mit dem Loipenspurgerät gezogen werden konnten. Bei guter Schneelage standen etwa 30 bis 40 Kilometer Loipe zur Verfügung. Seit einigen Jahren werden keine Loipen mehr gespurt.
Die in Richtung Oberngrub in jüngster Vergangenheit aufgestellten Windräder des Windparks Oberngrub werden sehr kontrovers diskutiert.
500 Meter südlich des Ortes steht die Große Linde bei Teuchatz, die im Dreißigjährigen Krieg auf Schwedengräbern gepflanzt worden sein soll.

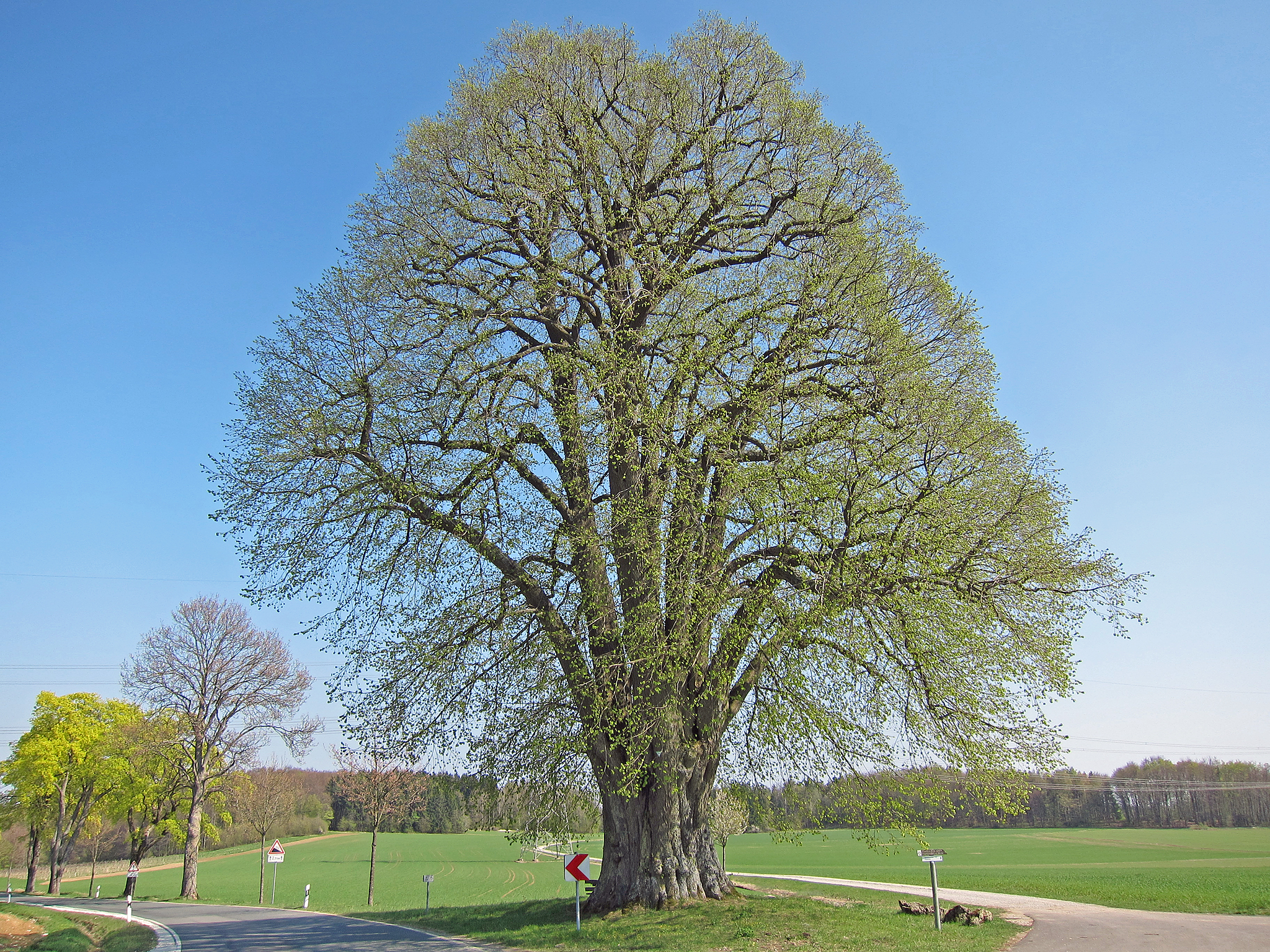
Große Linde bei Teuchatz
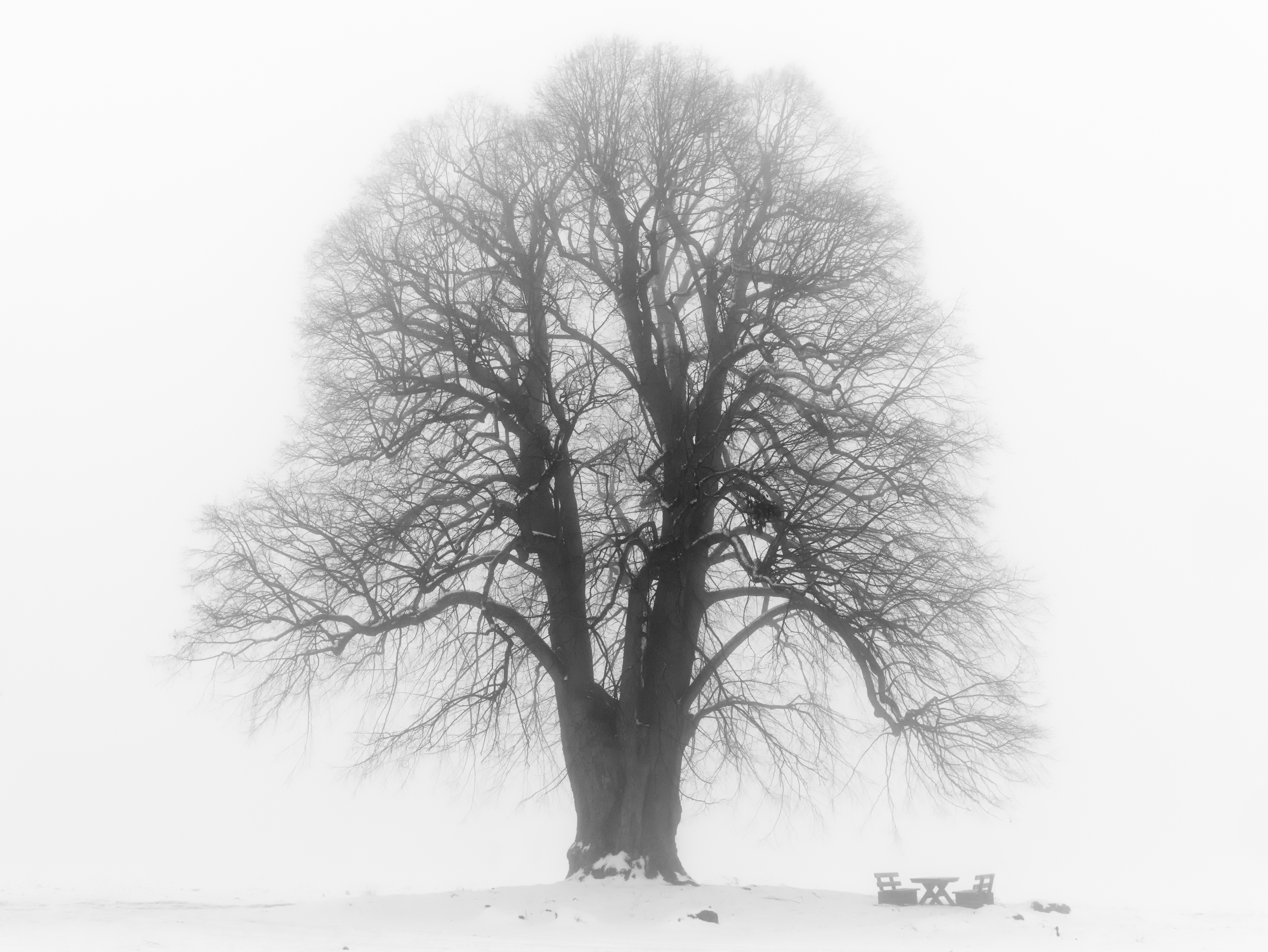
Große Linde bei Teuchatz